# Stanisław Żak (generał)
Stanisław Żak (ur. 10 listopada 1930 w Sulisławicach) – generał dywizji WP, zastępca szefa Sztabu Generalnego WP w latach 1990–1991.
Po ukończeniu szkoły w Szreniawie uczył się w szkołach średnich w Miechowie, Wolbromiu, Żywcu i Margoninie, a w 1950 podjął pracę w leśnictwie. 18 XI 1950 wcielony do WP, żołnierz baterii szkolnej przy 10 pułku artylerii haubic w Gnieźnie, potem w Bemowie Piskim. W 1951 został dowódcą plutonu, od jesieni 1952 w stopniu chorążego. Od jesieni 1953 dowódca baterii w stopniu podporucznika, a od jesieni 1954 porucznika. W latach 1955–1959 studiował w Akademii sztabu Generalnego WP w Rembertowie, po czym został starszym pomocnikiem szefa sztabu artylerii 9. Drezdeńskiej Dywizji Piechoty w Rzeszowie w stopniu kapitana. Od 1963 pracował w Szefostwie Artylerii WP. Od września 1963 major, od grudnia 1967 podpułkownik. Absolwent wydziału pedagogicznego Wojskowej Akademii Politycznej w Warszawie. 1969–1973 zastępca dowódcy 5. Brygady Artylerii Armat ds. liniowych w Głogowie, od jesieni 1971 w stopniu pułkownika. Od kwietnia 1973 dowódca 6 Warszawskiej Brygady Artylerii Armat w Grudziądzu (w lipcu 1974 przeniesionej do Torunia) i dowódca garnizonu Grudziądz. Od stycznia 1976 komendant Wyższej Szkoły Oficerskiej Wojsk Rakietowych i Artylerii im. Józefa Bema w Toruniu, jesienią 1977 mianowany generałem brygady; nominację wręczył mu w Belwederze przewodniczący Rady Państwa PRL prof. Henryk Jabłoński. Inicjator budowy Pomnika Polskich Artylerzystów w Toruniu. Od września 1978 szef Zarządu Szkolnictwa Wojskowego w Głównym Zarządzie Szkolenia Bojowego WP w Warszawie. 
W okresie stanu wojennego w Polsce (1981–1983) był pełnomocnikiem Komitetu Obrony Kraju – komisarzem wojskowym w Ministerstwie Nauki, Szkolnictwa Wyższego i Techniki.
Od jesieni 1982 doktor nauk wojskowych, od jesieni 1986 szef Departamentu Kadr MON, od jesieni 1987 w stopniu generała dywizji; nominację wręczył mu w Belwederze przewodniczący Rady Państwa PRL gen. armii Wojciech Jaruzelski. Od maja 1990 do jesieni 1991 zastępca szefa Sztabu Generalnego WP i równocześnie Szef Zarządu Wywiadu i Kontrwywiadu Sztabu Generalnego. Od lutego 1993 w stanie spoczynku.

## Odznaczenia
- Order Sztandaru Pracy I klasy (1988)
- Krzyż Oficerski Orderu Odrodzenia Polski (1981)
- Krzyż Kawalerski Orderu Odrodzenia Polski (1973)
- Złoty Krzyż Zasługi (1968)
- Medal 30-lecia Polski Ludowej
- Medal 40-lecia Polski Ludowej
- Złoty Medal „Siły Zbrojne w Służbie Ojczyzny”
- Srebrny Medal Siły Zbrojne w Służbie Ojczyzny
- Złoty Medal „Za zasługi dla obronności kraju”
- Złoty Medal „Za Zasługi w Umacnianiu Przyjaźni PRL-ZSRR” (1987, TPPR)[2]
- Medal Komisji Edukacji Narodowej (1978)
- Krzyż „Za Zasługi dla ZHP” (1975)
- Medal za zaszczytną służbę (Węgry) (1977)
- Medal 70-lecia Sił Zbrojnych ZSRR (ZSRR, 1988)[3]

I inne.